# Ош-Нор-Эст
Ош-Нор-Эст (фр. Auch-Nord-Est, окс. Aush Nòrd-Èst) — кантон во Франции, находится в регионе Юг-Пиренеи, департамент Жер. Входит в состав округа Ош.
Код INSEE кантона — 3202. Всего в кантон Северо-восточный Ош входят девять коммун, из них главной коммуной является Ош.

## Население
Население кантона на 2012 год составляло 7496 человек.
| 1962 | 1968 | 1975 | 1982 | 1990 | 1999 | 2006 | 2012 |
| ---- | ---- | ---- | ---- | ---- | ---- | ---- | ---- |
| —    | —    | —    | —    | 6452 | 6480 | 6731 | 7496 |

## Коммуны кантона
| Коммуна   | Население, чел. (2012) | Почтовый индекс | Код INSEE |
| --------- | ---------------------- | --------------- | --------- |
| Краст     | 245                    | 32270           | 32112     |
| Лаит      | 255                    | 32810           | 32183     |
| Лебулен   | 334                    | 32810           | 32207     |
| Монтегют  | 614                    | 32550           | 32282     |
| Нугарулет | 369                    | 32270           | 32298     |
| Оньякс    | 97                     | 32120           | 32014     |
| Ош        | 21 960                 | 32000           | 32013     |
| Пюикаскье | 470                    | 32120           | 32335     |
| Турранке  | 125                    | 32390           | 32453     |